# Thaumatoxena tragardhi
Thaumatoxena tragardhi är en tvåvingeart som beskrevs av Schmitz 1939. Thaumatoxena tragardhi ingår i släktet Thaumatoxena och familjen puckelflugor. Inga underarter finns listade i Catalogue of Life.